# Gazoz
Gazoz bezeichnet in Deutschland ein international bekanntes spezielles limonadeartiges Getränk aus der Türkei. „Gazoz“ ist auch das türkische Wort für Brause bzw. Brauselimonade generell.

Eine 0,33-Liter-Dose des Getränkes Uludağ Gazoz. Das Logo zeigt den Berg Uludağ und die Jahreszahl 1930.

## Herstellung
Gazoz enthält je nach Rezeptur mitunter Molke, grundsätzlich Wasser, Zucker, Kohlensäure, Citronensäure und Aromen, je nach Hersteller gegebenenfalls weitere Zutaten wie Konservierungsstoffe. Der Geschmack des Softdrinks ist am ehesten mit Getränken wie Sprite vergleichbar, eher kaugummiartig. Gazoz wird heute häufig neben Ayran als türkisches nichtalkoholhaltiges Nationalgetränk gesehen.
Die bekannteste Marke ist Uludağ Gazoz, die es bereits seit 1930 gibt. Zu dieser Zeit wurde das Getränk noch ausschließlich mit Quellwasser des Berges Uludağ produziert und war daher nur begrenzt erhältlich. Für den europäischen Markt war die niederländische Marke Tanko Gazoz ab 1976 der erste große Vertrieb. Inzwischen vertreibt auch Coca-Cola mit Sen-Sun in der Türkei eine eigene Gazoz-Marke. In Europa ist „Gazoz“ als Wortmarke durch Mustafa Karadeniz eingetragen. Sein Gazoz wird seit 1994 in Europa vertrieben.

## Rechtsstreit
Ein Markenrechtsstreit um die Verwendung des türkischen Begriffs „Gazoz“ in Deutschland fand am 1. April 2004 mit einem Urteil des Bundesgerichtshofes seinen Abschluss.
In Deutschland ist „Gazoz“ neben seinen anderen Bedeutungen auch eine eingetragene Marke für kohlensäurehaltige Erfrischungsgetränke. Anlass des Rechtsstreits war, dass ein Unternehmen, das nicht Markeninhaber war, seine Produkte zweisprachig mit „Brause“ und „Gazoz“ etikettierte.
Der BGH entschied, solange das beklagte Unternehmen mit seinem Sortiment in erster Linie auf türkischstämmige Abnehmer abziele, liegt bei der Bezeichnung der Lebensmittel mit dem türkischen Wort „Gazoz“ keine Unlauterkeit vor, auch wenn dieses in Deutschland markenrechtlich geschützt ist.